# Verlag für die Frau

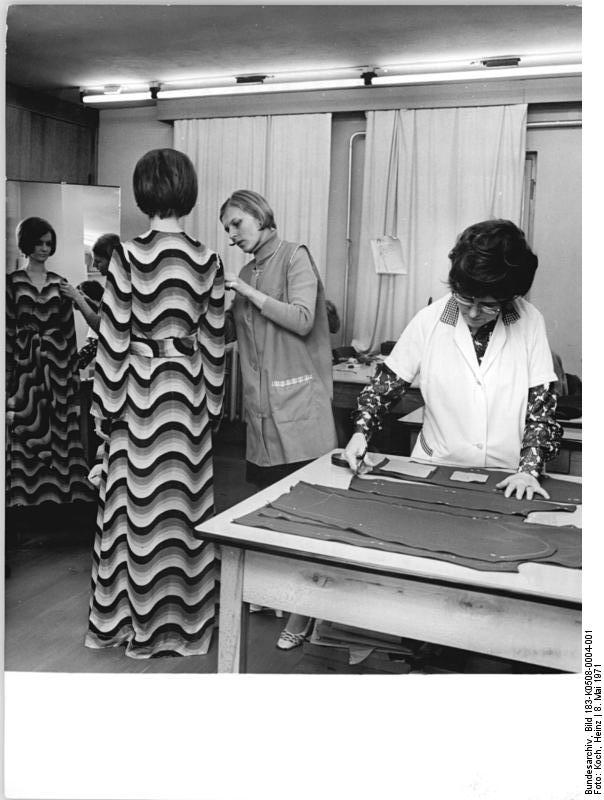
Schneiderinnenatelier des Verlags für die Frau 1971

Der Verlag für die Frau war der bedeutendste Mode- und Ratgeberverlag der DDR. Er bestand in Leipzig von 1946 bis 1996 mit diesem Namen. Nachfolger ist der Buchverlag für die Frau.

## Geschichte

### Verlag Otto Beyer und Neugründungen 1890–1946
Seit 1890 bestand der „Verlag Otto Beyer“ in Leipzig. 1944 musste dieser die Buchproduktion einstellen.
1945 konnte er im Rahmen des Verlages Volk und Buch seine Tätigkeit wieder aufnehmen. Durch den Volksentscheid in Sachsen am 30. Juni 1946 wurde der Verlag Otto Beyer formal enteignet und in die Verwaltung der Stadt Leipzig übergeführt. Am 1. Juli 1946 wurde daraus der Otto Beyer – Verlag für die Frau neu gegründet. Dieser wurde 1948 der Vereinigung Volkseigener Betriebe Druck und Verlag Leipzig und  1949 der Vereinigung Organisationseigener Betriebe Zentrag zugeordnet.
1949 wurde er mit dem Universalverlag in Leipzig zusammengeschlossen, 1950 wurden beide dem Sachsenverlag eingegliedert.

### Verlag für die Frau 1952–1990
Seit 1952 bestand der Verlag für die Frau als GmbH in Leipzig, seit 1954 als Volkseigener Betrieb  (VEB). In den folgenden Jahren wurden zwei kleinere Verlage im Zuge der Verlagszentralisierung der DDR angeschlossen. In dieser Zeit bestanden auch Kontakte zum Otto Beyer Verlag in Wiesbaden.
Der Verlag für die Frau war seitdem der einzige Verlag für Mode- und Ratgeberliteratur in der DDR. Er wurde später mit dem Vaterländischen Verdienstorden in Silber (1971) und den Orden Banner der Arbeit der Stufe I ausgezeichnet.

### Verlag für die Frau 1991–1996
1990 wurde eine Kooperation mit dem westdeutschen  Gong Verlag eingegangen. Ende 1991 wurde der Verlag für die Frau von diesem übernommen, der Kaufpreis wurde nicht bekannt gegeben. 
Nach einigen Jahren  beendete der Gong Verlag das „Abenteuer Verlag für die Frau“.
Seit 1996 besteht der Buchverlag für die Frau in Leipzig als Nachfolger, der einige der bekanntesten Buchtitel in Neuauflagen herausgibt (als Neugründung oder Namensänderung?).  
Die Zeitschrift Guter Rat, die als einzige des Verlages weiter besteht, erscheint nun im Superillu-Verlag.
Reste des Archivs des Verlags befinden sich im  Staatsarchiv Leipzig.

## Zeitschriften
Im Verlag für die Frau erschienen die allermeisten Ratgeber- und Frauenzeitschriften der DDR.
- Die Frau von heute, 1946–1962 (1953–1958 eine vierteljährliche Spezialausgabe für das Gebiet der Bundesrepublik)
- Für Dich,  Nachfolgerin von Die Frau von heute, beliebte Frauenzeitschrift
- Guter Rat, wichtigste Ratgeberzeitschrift der DDR, besteht bis in die Gegenwart als einzige ehemalige Zeitschrift des Verlages
- Handarbeit, 1963 gegründet, 1992 mit Modische Maschen fusioniert
- Modische Maschen, Strickzeitschrift
- pramo (Praktische Mode), bis 1993
- Sibylle, bedeutendste Modezeitschrift der DDR, Erstausgabe Januar 1956
- Uroda, 1962–1989, in Zusammenarbeit mit der polnischen Agentur Interpress
- Wohnen im Grünen
- Frauenfleiss, 1950, 1–3, danach
- Aus Garn und Wolle, 1950–1962
- Kinderkleidung,  1953–1963
- Mode-Tip, 1957
- Modische Pullover und Jacken, 1956–1962
- Saison, Moderevue, 1962–1990
- Schlank und gesund; Gesunde Ernährung; Lizenznummer 1444
- Lecker und Bekömmlich; Gesunde Ernährung; Lizenznummer 1444; 1978
- 100 internationale Rezepte; Lizenznummer: 31309
- Kochen international; Bigos, Pizza; Spagetti; Lizenznummer 1444
- Spaß am Kochen; Lizenznummer 1444
- Fröhlich Feste Feiern; Lizenznummer 1444
- Alles über Gemüse; aus dem russischen übersetzt; 1981
- Tee zu jeder Jahreszeit; Lizenznummer 1444; 1981
- Dem Fischkoch in die Pfanne geguckt; Druckgenehmigungsnummer 126/405/27/74
- Iss und bleibe schlank; Druckgenehmigungsnummer 126/405/8/70
- Pilze; Lizenznummer 1444;1983
- Von Jahr zu Jahr, Jahrbuch (1950–1991)

## Bücher

### Ratgeber
Im Verlag für die Frau wurden zahlreiche Ratgeber, vor allem für Handarbeiten, Mode und Küche, aber auch über Pflanzen und andere Themen herausgegeben. Außerdem gab es Schnittmusterbögen, Handarbeitsvorlagen und handkolorierte Kunstblätter. 
Besonders beliebt waren Wir kochen gut (1962), Wir backen gut und Das Backbuch, die in mehreren verbesserten Auflagen bis 2021 neu aufgelegt wurden.
1960–1969
- Hannah Enderlein: Pikantes.  Kochrezepte und Kalte Küche aus dem Verlag für die Frau, 1965
- Antonie Janusch: Unser Schneiderbuch, 1966

1970–1979
- Rosemarie Sitte: Hühnchen & Kaninchen, Kochrezepte aus dem Verlag für die Frau,  1971
- Anne Braun und Edith Nell: Man muss sich nur zu helfen wissen. Kleine Haushaltfibel für Kinder, 1971, Neuauflage 1982
- Antonie Janusch: Unser Schneiderbuch, 1977, Neuauflage 1979

1980–1989
- Günter und Erna Linde: Von Anis bis Zimt. Kleine Gewürzfibel, 1982, mehrere Neuauflagen
- Frieder Gröger: Pilze und Wildfrüchte. Selbstgesammelt und zubereitet, 1982
- Christoph Needon: Pflanzen in unserer Wohnung, 1982
- Karla Abujatum (Red.): Pilze, 1985
- Menüs für Wochenende und Party, 1986
- Elsner/Hofmann: Zimmer-Bonsai, 1988
- Küchenrenner für Landschaftskenner, 1988
- Robert R. Kengis: Häusliche Bäckerei, 1988
- Lothar Neumann: Haushalttips für jung und alt, 1988

### Sachbücher und Belletristik
Im Verlag für die Frau erschienen auch einige Sachbücher und belletristische Werke. 
- Gerhard Bodeit (Hrsg.): Blumen und wie du sie bindest, so wird nun erst ein Leben daraus. Eine Anthologie, 1984,
- Ursula Winnington: Ein Leib- und Magenbuch. Kulinarische Notizen, 1984
- Hans Frosch: Zu Gast in andern Ländern. Kulinarischer Reiseführer der DDR, 1986, Erzählungen
- Hans Henning (Hrsg.): Blätter der Erinnerung. Aus Stammbüchern von Frauen des 18. und 19. Jahrhunderts.  Eine Auswahl, 1988